# Конрад Кутшенрайтер
Конрад Кутшенрайтер (нім. Konrad Kutschenreiter; ? — кінець 1745[джерело?] або початок 1746) — архітектор і скульптор німецько-австрійського або баварського походження, який працював у Галичині. Подеколи в документах визначається як столяр. 
 Його помічником був Георг Маркварт. Разом вони вишколили кілька місцевих мешканців, які стали їх помічниками. Кутшенрайтер помер на початку 1746 року.

## Роботи
- Працював разом із Томасом Гуттером при виготовленні вівтарів для бернардинського та єзуїтського костелів у Львові.
- Скульптури для каплиці князів Вишневецьких у львівській латинській катедрі.
- Можливо, спільно із Томасом Гуттером є автором більшості скульптур із станиславівської колегіати (Івано-Франківськ).